# Itagi
Itagi is een gemeente in de Braziliaanse deelstaat Bahia. De gemeente telt 14.162 inwoners (schatting 2009).